# Libro amarillo de Lecan
El Libro Amarillo de Lecan (YBL; irlandés: Leabhar Buidhe Leacáin), o TCD MS 1318 (olim H 2.16), es un manuscrito irlandés de finales de la Edad Media. Contiene gran parte del Ciclo del Úlster de la Mitología irlandesa, junto a otros materiales. Se conserva en la Biblioteca del Trinity College Dublin. No se debe confundir con el Gran Libro de Lecan.

## Descripción general
El manuscrito está escrito en vitela y contiene 344 columnas de texto. Las primeras 289 fueron escritos en 1391 y el resto en 1401. Está escrito en irlandés medio. En Lecan se ubicaba la escuela de poesía Mac Fhirbhisigh, en territorio de Tír Fhíacrach Múaidhe, ahora Lackan en la parroquia de Kilglass, condado de Sligo.
El libro contiene casi la totalidad del Ciclo del Úlster, incluida una versión parcial del Táin Bó Cúailnge que es una recopilación de dos o más versiones anteriores, indicada por el número de episodios duplicados y con referencias a otras versiones en el texto. Este Táin Bó Cúailnge incompleto se superpone con la versión parcial dada en el Libro de la Vaca Parda; el texto completo que hoy se conoce se derivó de la combinación de estas recensiones. La versión de la muerte de Fergus mac Róich contenida en este manuscrito es la más antigua que se conserva. El Libro Amarillo de Lecan también contiene partes del Táin Bó Flidhais o Mayo Táin, un cuento ambientado en Erris, Condado de Mayo.
Además de ese material que se ubicaría con certeza dentro del Ciclo del Ulster, el libro tiene una versión de El viaje de Máel Dúin, una colección de tríadas irlandesas, y el mismo texto ogham que está registrado en el Libro de Ballymote. También podemos encontrar Suidiugud Tellaich Temra ("El establecimiento de la mansión de Tara"); este relato contiene una historia de la vida de San Patricio contada por Fintan mac Bóchra en la que se cuenta la historia de Trefuilngid Tre-eochair, un gigante en la colina de Tara que es el primero en enterarse de la crucifixión de Jesucristo.

## Historia
Edward Lhuyd obtuvo el libro de una de dos fuentes; Ruaidhrí Ó Flaithbheartaigh alrededor de marzo de 1700 en An Pháirc, An Spidéal; o de Dáithí Óg Ó Dubhda de Bunnyconnellan, condado de Sligo, en el mismo año. Ó Flaithbheartaigh y Ó Dubhda los habrían obtenido de Dubhaltach Mac Fhirbhisigh, cuya familia creó y conservó el libro. Lhuyd reunió diecisiete manuscritos en un solo volumen y los denominó El Libro Amarillo de Lecan .

Algunos de los manuscritos fueron escritos por Giolla Íosa Mór Mac Fhirbhisigh entre c.1398 y c.1417. Nollaig Ó Muraíle lo llama
unos grandes manuscritos compuestos. Sobreviven noventa y nueve folios de Giolla Isa (que puede denominarse, por conveniencia, 'Leabhar Giolla Íosa' - LGÍ), que contienen algunos de los textos literarios irlandeses más importantes de los períodos del irlandés antiguo y medio, incluida la única (prácticamente) completa copia de la Rescensión I de Táin Bó Cúailnge. Dos Colofones de Giolla Íosa indican 1392 como fecha de redacción, aunque es posible que la obra no se haya completado hasta algunos años después.
Giolla Íosa fue ayudado por su alumno, Murchadh Ó Cuindlis. Ó Cuinnlis escribió un excelente manuscrito en el este de Ormond (actual Tipperary en 1398-1399), que ahora forma parte de YBL.
Giolla Íosa escribió que "escribió este libro para él y para su hijo después de él", y en otros lugares, que era "para él y su familia después de él".
Ó Muraíle afirma además: "Ese es un índice de la importancia de Giolla Íosa Mac Fir Bhisigh; a sus trabajos de escriba debemos la preservación del más célebre de los cuentos medievales irlandeses, Táin Bó Cúailnge". (pag. 23) YBL también contiene Aided Nath Í, Togail Bruidne Dá Derga, Táin Bó Fraích, Longes ma nUislenn ; Dá Brón Flatha Nime y Mesca Ulad por su hijo, Tomás Cam Mac Firbhisigh .
En 1986 (ver más abajo), el profesor Tomás Ó Concheanainn expresó su creencia de que gran parte del Libro Amarillo de Lecan/Leabhar Giolla Íosa se derivaba de Leabhar Gleann Dá Locha (El Libro de Glendalough ) y Lebor na Nuachongbála, ahora El Libro de Leinster .
Un fragmento del Libro Amarillo fue escrito por Solamh Ó Droma, uno de los tres escribas del Libro de Ballymote .

Lhuyd derivó el título de una nota de Ciothruadh Mac Fhirbhisigh :
[Leab]ar an Buide Leacain anim an leabhair so; mise Cirruaidh mac Taidg Ruaidh

 El Libro Amarillo de Lecan es el nombre de este libro; Soy Ciothruagh hijo de Taidg Ruaidh.

## Contenido
La numeración de los textos que figuran a continuación es tanto por columna (como en el manuscrito) como por número de paginación (según la edición facsímil). Los títulos aquí no se refieren necesariamente a los títulos que figuran en el manuscrito (si los hay), sino que se ajustan a los de las principales recensiones.
| columnas                 | página    | texto |
| ------------------------ | --------- | --- |
| 1–2                      | 436-7     | Vida de St. Féchín de Fore (fragmento 1) |
| 3–87                     | 255, 283  | Sanas Cormaic 'Glosario de Cormac', texto B |
| 88–122                   | 421-31    | Texto etimológico: Glosario de O'Mulconry |
| 123-4                    | 432-3     | Una hoja con el comienzo deTogail Bruidne Da Derga |
| 125-8                    | 434-5     | Vida de St. Féchín de Fore (fragment 2) |
| 128–216                  | 361–404   | Duanaire o Libro de Poemas Varios, escrito por Seanchan, hijo de Maelmuire O'Maelchonaire en 1473. Incluye Aibidil Luigne maic Éremóin 'El alfabeto de Luigne mac Éremóin'. |
| 217                      | 405       | Cáin Domnaig 'Ley del domingo' |
| 221                      | 407       | Regula Mochuta Raithin |
| 224                      | ?         | Sobre los Célí Dé. |
| 227 (line 8)             | 410       | Rapsodia del profeta irlandés Bec mac Dé |
| 228b (line 17)           | 410       | Apgitir Chrábaid (maxim) |
| 229a (line 42)           | 411       | Bríathra Flainn Fhína maic Ossu 'Los sabios proverbios de Flann Fína o Aldfrith, hijo de Oswiu'. |
| 233                      | 413       | Poema de 96 líneas atribuido a Flann Fína |
| 234 (line 3) – 236       | 413b-414b | Audacht Morainn 'Testimnio de Morann', un Speculum principum o 'Instrucción de Príncipes' |
| 236                      | 414       | Trecheng Breth Féne, conocido como "Tríadas de Irlanda". |
| 244                      | 418       | Tech Midchuarta (plan y descripción). |
| 245                      | 419       | Suidigud Tige Midchuarta (poema). |
| 247                      | 420       | Breve relato de los doce apóstoles |
| 248                      | 420       | Poema atribuido a Cormac mac Cuilennáin |
| 249                      | 284       | Historia de los judíos desde Abraham a David. |
| 281–310                  |           | Cath Maige Rath 'La Batalla de Mag Rath' (cols 281-2 apenas legible). Cf: cols 945–9. |
| 310                      | 313b-318b | Aided Muirchertaig meic Erca 'La Muerte de Muirchertach mac Ercae' |
| 320 (line 14)            | 318       | Poema atribuido a Columcille |
| 321                      | 319       | Fled Dúin na nGéd 'El Banquete en el Fuerte de los Gansos' |
| 332 (line 45).           | 324       | Primer rann de Mac Liag, bardo de Brian Boru. |
| 333                      | 325       | Fianṡruth, lista A |
| 335                      | 326       | Breve relato de San Cuimín Fota, diálogo métrico entre él y San Comgan (Mac Da Cherda 'El hijo de dos artes') |
| 336                      | 326       | Oración métrica de San Mael Isa O'Brallaghan |
| 336 (line 17)            | 326       | Scúap Chrábaid 'Besom of Devotion', letanía atribuida a Colcu ua Duinechda |
| between 336 and 337      |           | Pequeño retal de vellum |
| 338 (line 4)             | 327       | Letanía irlandesa a la Sagrada Trinidad (primeras palabras en Latin: "O Deus Pater omnipotens, Deus exercituum, miserere nobis") |
| 338b (line 4)            | 327       | Lista de Arzobispos de Armagh de San Patricio a Giolla Mac Liag (Gelasius). |
| 338b (line 69)           | 327       | Breve estudio genealógico del Clann Breasail |
| 339                      | 328       | Frithfolaid ríg Caisil fri túatha Muman 'Las contraprestaciónes del rey de Cashel hacia el pueblo de Munster' (primera recension). |
| 340                      |           | Poema atribuido a San Moling, titulado Baile Moling 'La profecía/éxtasis de San Moling' (47 stanzas) |
| 341                      | 329       | Tochmarc Moméra 'El Cortejo de Moméra' |
| 343 (line 31)            | 331       | Extractos diversos: 1. Como Finn mac Cumaill logró la paz entre Glangressach, ollam jefe de los Meic Miled, y Sodelb, hija de Cormac; 2. Aided Fergusa maic Roig 'La Muerte de Fergus mac Róich' (como Fergus mac Róich fue a Connaught después de asesinar a los hijos de Usnech, y su muerte); 3. la llegada de Silvius, nieto de Ascanius, a Gran Bretaña. |
| 344 (line 31)            | 330       | Relato de los árboles celebrados en Irlanda y abatidos por una tormenta en el año 665. |
| 344 (line 54)            | 330       | Relato de San Bec mac Dé. |
| 345 (ff. 6)              | 331       | Táin Bó Flidhais (fragmento). |
| 365-6                    |           | Breve historia de la madre y las cinco hermanas de San Patricio |
| 367-8                    |           | Ilegible |
| after 368                |           | Carta insertada escrita por Thaddæus Roddy de Crossfield en 1700 |
| 370                      | i         | Fragmento de 8 ff. Immram curaig Maíle Dúin 'El viaje del bote de Máel Dúin'. En ff. 380–1, una nota al pie indica "El Amarillo [Libro] de Lecan es el nombre de este libro. Yo [soy] Cirroe, hijo de Teige Roe." |
| 391 (line 16)            | 11        | Immram Snédgusa ocus Maic Riagla 'El viaje de Snedgus y Mac Riagla' |
| 395 (line 37)            | 13        | Immram Brain maic Febail 'El Viaje de Bran mac Febaill' |
| 397 (line 8 from foot)   |           | Homilía Irlandesa |
| 400 (line 26) or 399 (?) | 16        | Echtra Condla 'La aventura de Connla'. Cf: cols 914–5. |
| 401                      | 438–455   | Fragmento de nueve ff. Dindsenchas de Tara y Aicill, hasta Slíab Mairge. Los dindsenchas de Tara incluyen Turim Tigi Temrach "La enumeración de la Casa de Tara" (cols. 403). |
| 437a-450                 | 341-66    | Tratado médico (fragmento, 10 ff). Ver más col. 463, 465–6 |
| 477–86                   | 454–7     | Tratado médico sobre los cuatro elementos fragmento), de semine animalium; de virihus animalium. |
| 487-99                   | 456-62    | Comentario sobre el séptimo libro de Aforismos de Hipócrates (2–59), atribuido a Gillapatrick Albanach en 1413 en la penúltima página. Estos folios (cols. 477–499) "fueron anteriormente invertidos por error de encuadernación, y el número de columnas pervertido igualmente."                                                                             |
| 500                      | 217       | Leabhar Ollamhan, incluyendoAuraicept na n-Éces 'Poetas' Primer', un tratado enOgam, etc. (ff. 18 1/2), escrito en 1408. Notas en irlandés escrito por escriba abajo de varias páginas. |
| 549                      | 241b-251b | Immacallam in dá Thuarad 'El Coloquio de los Dos Sabios'. |
| 570-2                    | (252)     | Catecismo, con las máximas de San Fursa; cf: col. 228. |
| 573–958                  |           | Probablemente parte del Libro Amarillo de Lecan |
| 573–619                  | 17        | Táin Bó Cúailnge |
| 620                      | 41        | Historia de los héroes de Ailill y Medb |
| 644                      | 53        | Táin Bó Dartada 'El Robo del Ganado de Dartaid' |
| 646                      |           | Táin Bó Regamon |
| 648                      |           | Táin bó Regamna |
| 649                      |           | Táin bó Fráich |
| 658                      | 60        | Táin bó Aingen = Echtrae Nerai |
| 662                      | 62        | Relato de los Patriarcas (Viejo Testamento) |
| 680                      | 71        | Amra Coluimcille 'Canciones de Columcille', escrito por Dallan Forgaill |
| 690                      | 74 a 31   | Longes Labrada 'El Exilio de Labraid ('Lorc' Loingsech)' |
| 700                      | 81        | Homilía In Teanga Bithnua 'La Nueva Lengua' |
| 705                      | 81        | Continuación de In Teanga Bithnua (cuatro columnas) |
| 707                      | 86        | Immram Snedhghusa acus mec Riaghla "El Viaje de Snedgusa y Mac Ríagla", también Eachtrae clerech Choluimcille 'Aventuras de los clérigos de Columcille' Cf: Otra versión en col. 391. |
| 716                      | 91        | Togail Bruidne Da Derga 'La Destrucción del Hostel de Da Derga' |
| entre 731–2              |           | En época de O'Donovan, cuatro hojas de papel trasferidas al final del libro, una de las cuales habla de Brian Boru. |
| 740                      | 105       | Suidiugud Tellaich Temra 'El Establecimiento del Manor deTara' |
| 749 (line 20)            | 109       | Longes mac n-Uislenn 'El Exilio de los Hijos de Uisliu |
| 754                      | 112       | Orgain Denna Ríg 'La Destrucción de Dind Ríg' |
| 756 (line 47)            | 113       | Esnada Tige Buchet 'Las Canciones de la Casa de Buchet |
| 759 (line 5)             | 105       | Fled Bricrenn ocus Loinges mac nDuíl Dermait 'El festín de Bricriu, y el Exilio de los hijos de Dóel Dermait' |
| 765 s.f.                 | 117       | Tochmarc Becfhola 'El Cortejo de Becfhola' |
| 768 (line 36)            | 119       | Fianṡruth, Lista B |
| 770b (line 24)           | 120       | Como Enoch y Elías fueron llevados al Cielo |
| 772 (line 40)            | 121       | Historias sobre el Rey David de Israel |
| 776 (line 47)            | 123       | Aided Con Roí 'La Violenta Muerte de Cú Roí'. Sobre las muertes de Cú Roí mac Dáire and Blathnát. |
| 780 (line 27)            | 125       | Poema (78 ranns) de Flanacan hijo de Cellach, rey de Bregia |
| 781 (line 43)            | 125       | Clesa Conculaind 'Hazañas de Cú Chulainn' |
| 782 (line 126)           | 126       | La Asamblea de Druim Cet |
| 783 (line 44)            | 126b      | Aided Néill Nóigíallaig maic Echdach Muigmedoin ';La Muerte de Niall de los nueve rehenes' |
| 785 (line 21)            | 127       | Elegy on the death of Niall of the Nine Hostages (15 ranns) |
| 786                      | 128       | Gein Branduib maic Echach ocus Aedáin maic Gabráin 'Nacimiento de Brandub hijo de Eochu y de Aedán hijo de Gabrán' |
| 786 (line 46)            | 128a-132b | Scéla Cano meic Gartnáin 'La Historia de Cano, hijo de Gartnán' |
| 795                      | 132       | Parte del Cath Cairn Chonaill 'La Batalla de Carnn Conaill' |
| 795 (line 21)            | 133       | Historia sobre Colman mac Duach y el rey Guaire |
| 797 (line 12)            | 133       | Historia sobre el rey Guaire, Mac Dá Cherda y Cuimín Fota. |
| 798 s.f.                 | 134       | Historia sobre Mac Dá Cherda hijo de Mael Ochtrach |
| 800 (line 34)            | 135       | 'Por qué Mongán fue Privado de su noble condición', Mongán, Eochaid el poeta principal de Irlanda y Fiachnae mac Báetáin, rey de Ulster. |
| 802                      | 136       | Historias sobre Mac Dé (y Diarmait mac Cerbaill) |
| 803 (line 22)            | 136       | La Conversión de Constantino y el hallazgo de la Cruz |
| 805 (line 13)            | 137       | Sobre la primera sátira compuesta en Irlanda por Cairbre para Bres mac Eladan |
| 806 (line 7)             | 138       | Sobre el Rey Salomón de Grecia |
| 807 (line 8)             | 138       | Sobre la decapitación de Juan el Bautista y poema sobre los cuatro Herodes por el poeta Bran |
| 808 (line 9)             | 139       | Tréide Cétna Labratar iarna Genemain? Sobre las tres personas en Irlanda que hablaron justo después de nacer. |
| 810 (line 40)            | 140       | Descripción del Salón de Banquetes de Tara, cf: col. 244. |
| 811 (line 23)            | 140       | Poema sobre los hijos de Cormac mac Airt; notas sobre San Patricio |
| 812–823                  | 141       | Pasión del Señor |
| 823                      |           | Evangelio de Nicodemo |
| 839 (line 19)            | 154       | Homilía de la Virgen bendita |
| 852-7                    | 161-3     | 'Diálogo del Alma y el Cuerpo' |
| 857 fin.                 | 163       | Palabra del escriba, Giolla Íosa Mór Mac Fhirbhisigh in 1380. |
| 858                      | 164       | Historia corta sobre San Columcille y Aidan hijo de Gabrán |
| 858 (line 23)            | 164       | 'Preceptos de Gregorio de Roma' |
| 860                      | 165       | Vida de Gregorio |
| 863 (line 38)            | 166       | Tegasc Rig Solmain meic David 'Instrucciones del Rey Salomón hijo de David' |
| 869 (line 9)             | 169       | Homilía sobre el Arcangel Miguel |
| 869b                     | 169       | Poema y descripción de las 17 maravillas en la noche del nacimiento de Cristo; memorandum de Mac Firbis. |
| 869c-d, 870–875          | 171       | Aided Díarmata meic Cerbaill 'La Muerte de Diarmait mac Cerbaill' en prosa y verso |
| 875 (line 28)            | 174       | Sobre la migración de losCiarraighe a Connaught |
| 876 (line 6)             | 175       | Tochmarc Étaíne 'El Cortejo de Étain' |
| 877 (line 28)            | 175       | Fotha Catha Cnucha 'La Causa de la Batalla de Cnucha' |
| 878 (line 47)            | 176       | Hugo el Abad sobre una leyenda sobre Dagda y otros de los Tuatha Dé Danann |
| 880                      | 177       | Tochmarc Lúaine 7 Aided Athairne 'Cortejo de Lúan y la Muerte deAthairne' |
| 885 (line 26)            | 179b-180a | Compert Conchobair 'La Concepción de Conchobor' |
| 886 (line 48)            | 180       | Geneamuin Chormaic Ua Chuind 'Nacimiento de Cormac mac Airt' |
| 889 (line 26)            | 181       | Echtra Cormaic i Tír Tairngire 'Viaje de Cormac mac Airt a la Tierra Prometida' |
| 898 (line 10) – 906      | 186       | Aided Chrimthainn meic Fhidaig 7 Trí Mac Echach Muigmedóin 'La Muerte de Crimthann hijo de Fidach y de los tres hijo de Eochaid Muigmedóin' |
| 902 (line 41)            | 188       | Echtra mac n-Echach Muigmedóin 'Las Aventuras de los Hijos deEochaid Mugmedon' |
| 906 (line 9)             | 190       | Imtechta Moga Ruith 'Aventuras de Mog Ruith' |
| 907                      | 190       | Las Cuatro Joyas de los Tuatha Dé Danann. Sobre los Tuatha Dé Danann y su educación mágica, con un poema sobre los mismos. |
| 907                      |           | Scribe Giolla Íosa Mór Mac Fhirbhisigh |
| 908                      | 191       | Baile Findachta, Ríg Connacht. Poema sobre el baile (revelación, profecía) de Fínnachta, rey de Connaught. |
| 909 (line 12)            | 191b-192b | Suidigud Tellaig na Cruachna 'El establecimiento del Manor de Cruachan', también conocido como Aided Nath Í 'La violenta muerte de Nath Í'. |
| 910 (line 4)             | 192       | Poema atribuido a Torna Éces, sobre los reyes precristianos de Irlanda, enterrados en Croghan; sobre los enterramientos de Teltown |
| 911 s.f.                 | 192       | Compert Mongáin 'El Nacimiento de Mongán' |
| 912                      |           | 'Historia de la que se infiere que Mongán era Finn mac Cumaill' y Aided Fhothaid Airgdig 'La Violenta Muerte de Fothad Airgdech'. Cf: col. 953–4. |
| 913 (line 42)            | 193       | Scél Mongáin 'Historias de Mongán' |
| 914 (line 24)            | 194       | Tucait Baile Mongáin 'La ocasión del frenesí de Mongán' |
| 914 (line 49)            |           | Echtrae Chonnlai 'La aventura de Connla'. Cf: cols. 399–400. |
| 916                      | 195       | Historia sobre Mac Liag, poeta principal de Brian Boru |
| 917 s.f.                 | 195       | Story about the poet Flann mac Lonáin |
| 919 (line 31)            | 196       | Poema |
| 920                      | 197       | Sobre las siete órdenes de 'bardos' |
| 938 (line 11)            | 205       | Aided [Lugdach] Meic Con 'La Muerte de [Lugaid] Mac Con' |
| 939 (line 8)             | 206       | Cath Almaine 'La Batalla de Allen' |
| 942 (line 8)             | 207       | Cath (Belaig) Duine Bolc 'La Batalla de Dunbolg' |
| 945 s.f.                 | 209       | Cath Maige Rath 'La Batalla de Mag Rath' (cf: la versión más extensa en col. 321–332) |
| 949 (line 40)            | 211       | Ces Noínden Ulad 'La Debilidad de los Ulstermen' |
| 951 (line 8)             | 212       | Bruiden Átha Í (historia temprana del Ciclo feniano) |
| 951 (line 34)            | 212       | 'Como Fiachna mac Baedáin Obtuvo el Reino de Escocia' |
| 952                      |           | Tucait Fagbála in Fesa do Finn 7 Marbad Cuil Duib 'Como Finn obtuvo el conocimiento y la matanza de Cul Dub' |
| 953 (line 38)            | 213       | 'Una historia de la que se infiere que Mongán era Finn mac Cumaill' y Aided Fhothaid Airgdig 'La Violenta Muerte de Fothad Airgdech'. Cf: col. 912. |
| 955                      | 214       | Aided Óenfir Aífe 'La Muerte del único hijo de Aífe (=Connla)' |
| 957 (line 12)            | 214       | Cáin Domnaig 'The Law of Sunday', cf: col. 217. |